# Castello Nuovo
Il castello Nuovo sul Florentinerberg a Baden-Baden è stato costruito dalla fine del XV alla fine del XVII secolo dai margravi di Baden. Fu ricostruito e ampliato più volte come complesso del castello del tardo Medioevo. Oggi l'edificio è di proprietà di investitori kuwaitiani, che lo stanno convertendo in un hotel di lusso.

## Architettura

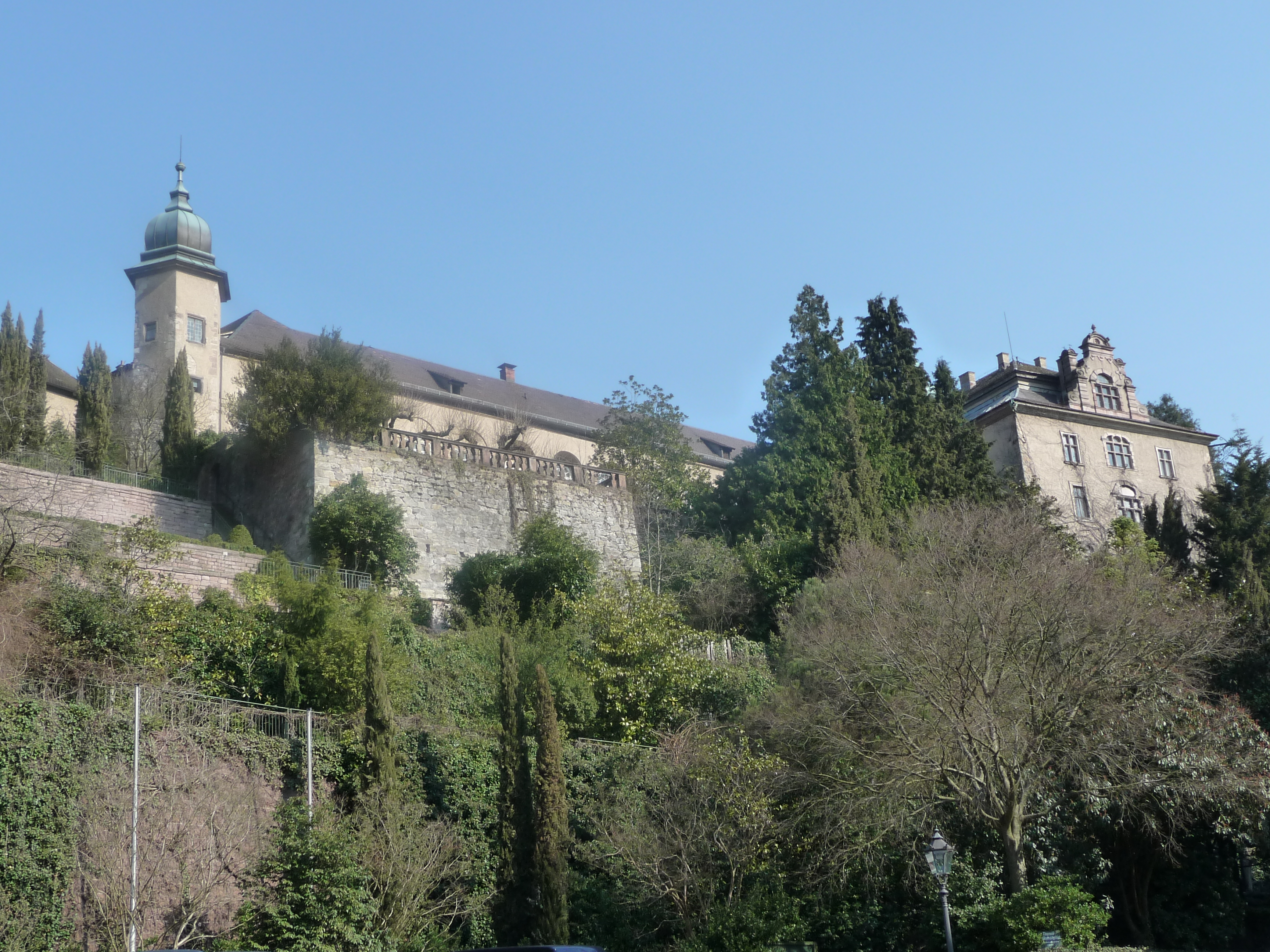
Vista del castello dalla piazza del mercato.

Parti significative dell'edificio sono il castello principale a tre piani, la rimessa delle carrozze, l'edificio della cucina e la torre dell'archivio (tutti edifici rinascimentali del XVI secolo) e la casa dei cavalieri nel cortile del castello (1709), che fu costruita da un edificio del XV secolo. Un giardino con piante e alberi rari delimita il castello Nuovo ad est. Dalla sua terrazza panoramica, lunga 130 metri (realizzata nel 1670), è possibile accedere ai giardini terrazzati con una varietà di piante esotiche. Il parco si estende per circa 5,5 ettari.

## Storia
Tra il 1388 e il 1399 sorse un complesso di palazzi, su mura più antiche, sopra la piazza del mercato della città di Baden che nella seconda metà del XIII secolo aveva ottenuto i diritti di città. Intorno al 1479, il Margravio Cristoforo I convertì il complesso in una residenza, succedendo così al castello di Hohenbaden. Dal 1529, il castello Nuovo ospitò gli Archivi dei Margravi di Baden. 
Quando il castello fu distrutto dalle truppe del re Luigi XIV di Francia, nella guerra di successione del Palatinato, il margravio Luigi Guglielmo di Baden-Baden trasferì la sede del governo a Rastatt e costruì una nuova residenza, il castello di Rastatt. 
Tenendo conto delle restanti mura esterne, il castello Nuovo di Baden-Baden fu costruito all'inizio del XVIII secolo e ricostruito nel XIX. Da allora servì come residenza estiva dei granduchi. Il granduca Leopoldo fece restaurare il castello da Friedrich Theodor Fischer nel 1843–1847. Le sale di rappresentanza sono state progettate storicamente nello stile del Rinascimento. 
Nel 1919, il castello Nuovo fu assegnato alla casata dei Baden come proprietà privata. Raccolse i tesori artistici degli altri castelli lasciati dall'ex casa governante, comprese le proprietà del vecchio Museo Zähringer. 

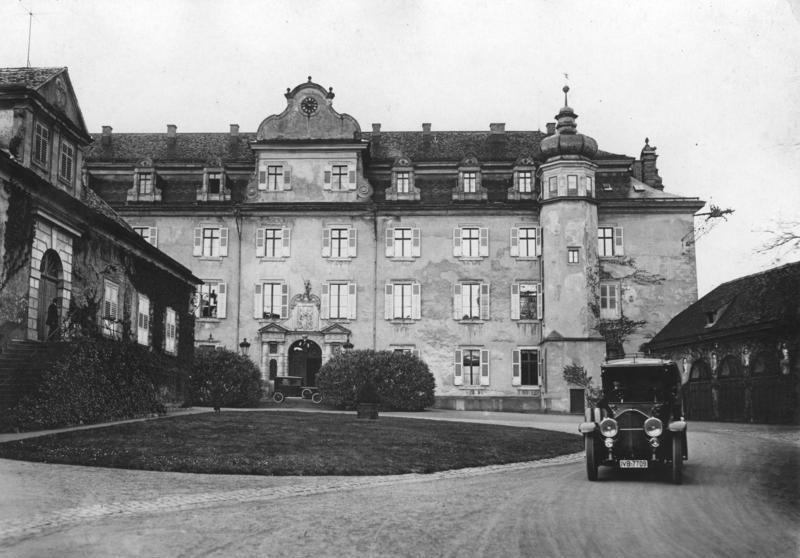
Cortile interno del castello Nuovo, foto del 1923

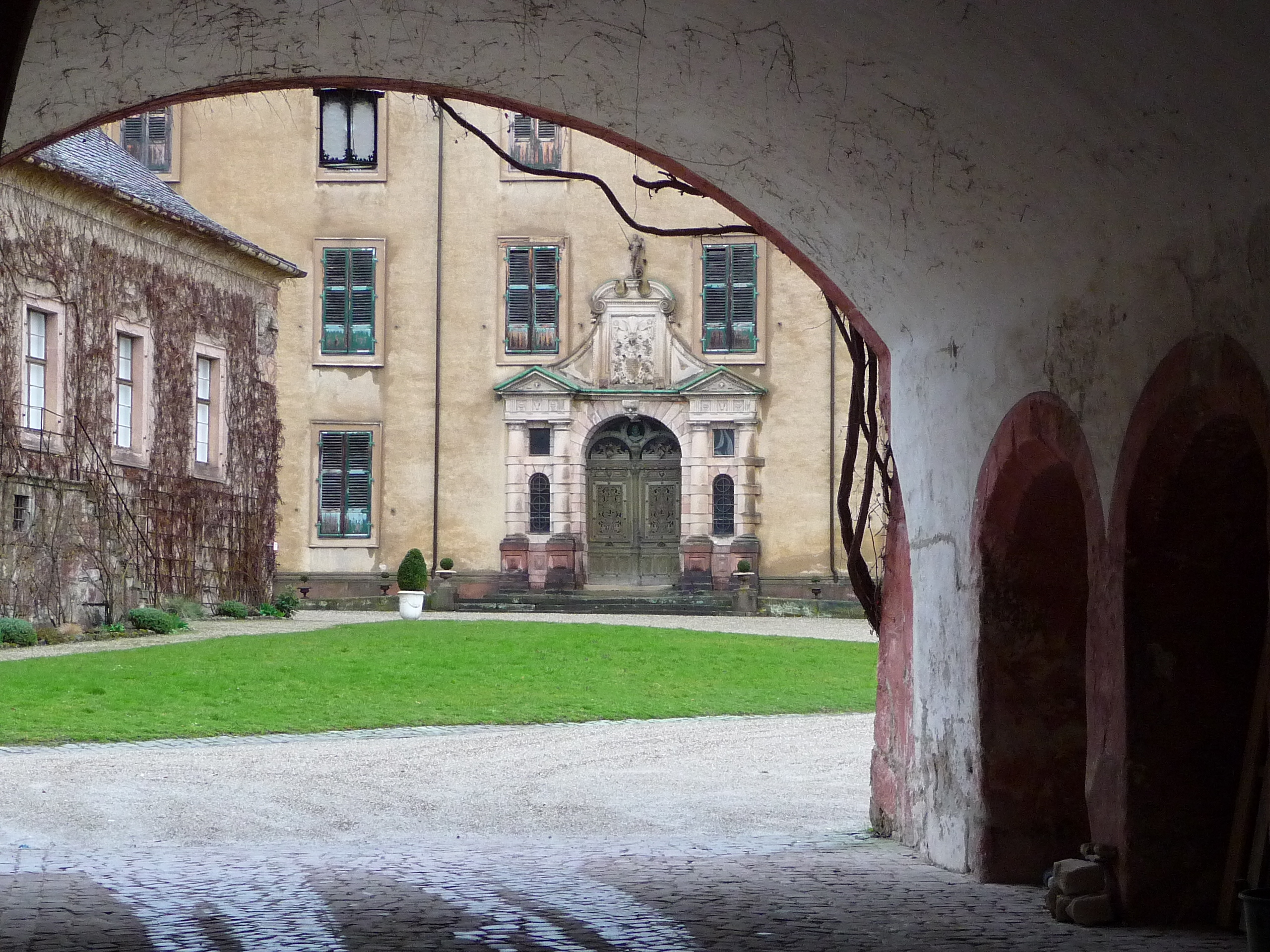
Vista del cortile interno nel 2009

Nel 1946, il Ministero della Cultura del Baden di Friburgo, con il sostegno di Berthold von Baden, istituì il Museo Badisches Historisches nel castello Nuovo, che portava anche il nome di Museo Zähringer (predecessore del Museo di Storia Militare di Rastatt). Dopo la fine di questo progetto congiunto, il (nuovo) Museo Zähringer fu aperto nel 1960 e lo rimase fino al 1981. Nel 1995 Sotheby's ha messo all'asta le collezioni di famiglia e gran parte dell'inventario con grande interesse mediatico (asta dei Margravi).
Dopo la vendita della famiglia von Baden nell'ottobre 2003, il castello divenne proprietà del gruppo kuwaitiano Al-Hassawi. La donna d'affari Fawzia al-Hassawi, figlia del fondatore dell'azienda, ha sviluppato progetti per una nuova destinazione d'uso: da un hotel di lusso a una casa vacanza per la sua famiglia.
Nell'aprile del 2010, la città di Baden-Baden ha concesso l'approvazione per la conversione del castello Nuovo in un hotel di lusso con 130 camere, che originariamente era previsto per l'apertura nel 2013. I lavori di conversione, stimati in circa 90 milioni di euro, sono iniziati nell'estate 2010. Successivamente ci sono state delle interruzioni, tra l'altro a causa della prevista costruzione di condomini in una nuova ala nel parco del palazzo e della presentazione relativamente tardiva di un nuovo progetto. Alla fine del 2012, è stato annunciato che il gruppo alberghiero americano Hyatt avrebbe assunto la gestione del nuovo hotel. A metà 2014, i piani sono cambiati di nuovo: la data di apertura è stata posticipata al 2018, e il numero di camere destinato ad aumentare a 146. La vendita dei 16 condomini servirà a rifinanziare la ristrutturazione dell'hotel.